# Jiyū e no Shingeki
"Jiyū e no Shingeki" (自由への進撃, lit. "Marcha para a liberdade") é o segundo single da banda japonesa Linked Horizon. Foi lançado em 10 de julho de 2013 pela Pony Canyon. O single foi certificado como Platina pela RIAJ por vendas no Japão, país da banda, com mais de 250.000 cópias vendidas, chegando ao segundo lugar na parada da Oricon. Suas faixas "Guren no Yumiya" e "Jiyū no Tsubasa" são usadas como temas de abertura da adaptação para anime de Shingeki no Kyojin de 2013. "Guren no Yumiya" foi um sucesso, alcançando o primeiro lugar na Billboard Japan Hot 100 e o quarto lugar na Billboard World Digital Song Sales, e recebeu uma certificação de música de download digital Platina Dupla da RIAJ por vendas de 500.000.

## Visão geral
O CD single inclui versões completas dos dois temas de abertura da série de anime Shingeki no Kyojin, interpretada pelo Linked Horizon, unidade formada por Revo para projetos de colaboração.
Ambos os temas de abertura contêm letras em alemão no coral e vocais.
"Guren no Yumiya" (紅蓮の弓矢) / Feuerroter Pfeil und Bogen, lit. "Arco e flecha vermelho-fogo", tocou como a música de abertura do anime que estreou em 6 de abril de 2013, e esta sequência de abertura da versão para a televisão foi lançada digitalmente em 8 de abril de 2013. Posteriormente, "Guren no Yumiya" se tornou extremamente popular, estendendo-se além do fandom de anime. Antes do CD estar disponível, a versão de 90 segundos em karaokê para a televisão da música atingiu o topo das paradas no serviço Joysound [ja], apesar do fato da letra não aparecer na tela.
Em junho de 2013, foi anunciado que outra faixa do Linked Horizon, "Jiyū no Tsubasa" (自由の翼, lit. "Asas da Liberdade", estilizado em alemão como "Die Flügel der Freiheit" na letra da música), começaria a ser usado como o segundo tema de abertura do anime.
O single foi lançado em 10 de julho de 2013. O título "Jiyū e no Shingeki" significa "Marcha para a Liberdade".

## Desempenho nas paradas
Como single digital, a sequência de abertura da edição de "Guren no Yumiya" foi um sucesso, alcançando o primeiro lugar no Recochoku e no ranking diário de anime da iTunes Store e em segundo lugar no ranking diário de anime de Dwango. No Billboard's Hot Animation, a edição tamanho de TV estreou no número 7.
No Oricon's Weekly Single Charts, "Jiyū e no Shingeki" alcançou a posição número 2, parando por um total de 3 semanas, e alcançando o número 1 nas classificações diárias. O Oricon relatou que o single vendeu 129.000 cópias em sua primeira semana, tornando-se o primeiro lançamento do Revo a vender mais de 100.000 cópias em uma única semana. É também a segunda música tema a vender tantas cópias na primeira semana de vendas em 2013, após a colaboração de TMRevolution e Nana Mizuki "Preserved Roses" para Kakumeiki Varuvureivu. Na Billboard Japan Hot 100, "Guren no Yumiya" estreou em número 1. Ele repetiu esse feito na parada Hot Animation e permaneceu no topo por duas semanas. O single atingiu o primeiro lugar na parada de vendas de singles no Japão. Na iTunes Store, "Guren no Yumiya" e "Jiyū no Tsubasa" ocuparam as posições 1 e 2 após seu lançamento, enquanto apenas "Guren no Yumiya" superou o Recochoku, Dwango.jp, Music.jp, Mora e as lojas Amazon MP3. O ranking da empresa de karaokê Joysound em junho de 2013 também mostra "Guren no Yumiya" no primeiro lugar, derrotando "Memeshikute" do Golden Bomber, que ocupou o primeiro lugar por 9 meses.

## Kōhaku
No NHK 64 anual do Kōhaku Uta Gassen na véspera de Ano Novo 2013, o Linked Horizon realizou um "Kōhaku Special Size" (紅白スペシャルSize, Kōhaku Supesharu Saizu) uma versão de "Guren no Yumiya". Foi lançado para download digital no dia de ano novo de 2014. Esta versão da música alcançou rapidamente o topo das paradas diárias na Dwango, Amazon MP3, animelo, mora e Recochoku Anime, enquanto ficou entre as 5 primeiras no Recochoku geral; a versão original da música também foi encontrada no Top 10 dos varejistas.

## Lista de músicas
Todas as faixas escritas e compostas por Revo. 
| Standard edition | |         |  |
| N.º              | Título | Duração |  |
| 1.               | "Guren no Yumiya" (紅蓮の弓矢, "Crimson Bow and Arrow", "Feuerroter Pfeil und Bogen")                                                               | 5:16    |  |
| 2.               | "Jiyū no Tsubasa" (自由の翼, ""Wings of Freedom", "Die Flügel der Freiheit")                                                                        | 5:28    |  |
| 3.               | "Moshi Kono Kabe no Naka ga Ikken no Ie da to Shitara" (もしこの壁の中が一軒の家だとしたら, "If Everything Within These Walls Were Just One House") | 4:12    |  |
| Duração total:   | Duração total: | 14:57   |  |

| Limited edition DVD |                                 |         |  |
| N.º                 | Título                          | Duração |  |
| 1.                  | "Guren no Yumiya" (Music video) | 5:16    |  |

| TV size version digital single |                                  |         |  |
| N.º                            | Título                           | Duração |  |
| 1.                             | "Guren no Yumiya" (TV Size ver.) | 1:34    |  |

| Kōhaku Uta Gassen digital single |                                         |         |  |
| N.º                              | Título                                  | Duração |  |
| 1.                               | "Guren no Yumiya" (Kōhaku Special ver.) | 2:28    |  |

## Versão cover
A banda holandesa de metal sinfônico Epica fez o cover do single em inglês em seu segundo EP Epica vs Attack on Titan Songs.

## Pessoal
Conforme listado no site do Pony Canyon.
- Revo - vocais, letras, composição
- Mami Yanagi - Vocais (faixa 3)
- Sascha Böckle - Narração
- YUKI - Guitarra
- Atsushi Hasegawa - Baixo
- Koji Igarashi - Teclados
- Jun-ji - Bateria
- Mataro Misawa - Percussão
- Tomoyuki Asakawa - Harpa
- Gen Ittetsu - Cordas
- Hideo Takakuwa - Conjunto de sopros
- Masanori Suzuki - Seção de metais
- Coro Kyo (Ritsuyukai) e Ensemble Otonoha - Coro
- Yoshinori Koba - Maestro do coro

## Paradas

### Single
| Gráfico (2013)                | Posição de pico |
| ----------------------------- | --------------- |
| Japan Weekly Singles (Oricon) | 2               |

### Canções
| Título | Ano  | Posições de pico nas paradas | Posições de pico nas paradas | Posições de pico nas paradas |
| Título | Ano  | JPN                          | KOR                          | US World                     |
| --- | ---- | ---------------------------- | ---------------------------- | ---------------------------- |
| "Guren no Yumiya" (紅蓮の弓矢 Crimson Bow and Arrow)                                                                          | 2013 | 1                            | 27                           | 4                            |
| "Jiyū no Tsubasa" (自由の翼 Wings of Freedom)                                                                                 | 2013 | 25                           | 76                           | 15                           |
| "Moshi Kono Kabe no Naka ga Ikken no Ie da to Shitara" (もしこの壁の中が一軒の家だとしたら If Inside These Walls Was a House) | 2013 | 52                           | -                            | -                            |

## Certificações
| Região                                              | Certificação | Vendas |
| --------------------------------------------------- | ------------ | ------ |
| Japão (RIAJ)                                        | {{{prémio}}} | 0^     |
| *números de vendas baseados somente na certificação |              |        |

## Prêmios
| Ano  | Prêmio                       | Categoria                 | Obra/Nomeado                                    | Resultado |
| ---- | ---------------------------- | ------------------------- | ----------------------------------------------- | --------- |
| 2013 | Newtype Anime Awards         | Best Theme Song           | "Guren no Yumiya" (do anime Shingeki no Kyojin) | Venceu    |
| 2013 | Animation Kobe Awards        | Theme Song Award          | "Guren no Yumiya" (do anime Shingeki no Kyojin) | Venceu    |
| 2013 | Billboard Japan Music Awards | Hot Animation of the Year | "Guren no Yumiya" (do anime Shingeki no Kyojin) | Venceu    |